# Duele el Corazón
Duele el Corazón is een nummer van de Spaanse zanger Enrique Iglesias samen met Wisin. Het kwam uit op 18 april 2016 onder zijn nieuwe platenmaatschappij Sony Music Latin. Het nummer is geproduceerd door Carlos Paucar en is geschreven door Iglesias samen met de Venezolaanse singer-songwriter Servando Primera.

## Videoclip
De bijhorende videoclip is opgenomen in Panama en is geregisseerd door Alejandro Pérez. Ook het Zweedse model Kelly Gale is te zien in de clip. De videoclip kwam uit op 13 mei 2016.

## Tracklijst
| Nr. | Titel                        | Duur |
| --- | ---------------------------- | ---- |
| 1.  | Duele el Corazón (met Wisin) | 3:21 |

| Nr. | Titel                                     | Duur |
| --- | ----------------------------------------- | ---- |
| 1.  | Duele el Corazón (Arancel & Javada remix) | 3:30 |

| Nr. | Titel                                   | Duur |
| --- | --------------------------------------- | ---- |
| 1.  | Duele el Corazón (Dave Aude club remix) | 4:44 |

## Hitnoteringen

### Nederlandse Top 40
| Hitnotering: 07-05-2016 t/m 24-09-2016 | Hitnotering: 07-05-2016 t/m 24-09-2016 | Hitnotering: 07-05-2016 t/m 24-09-2016 | Hitnotering: 07-05-2016 t/m 24-09-2016 | Hitnotering: 07-05-2016 t/m 24-09-2016 | Hitnotering: 07-05-2016 t/m 24-09-2016 | Hitnotering: 07-05-2016 t/m 24-09-2016 | Hitnotering: 07-05-2016 t/m 24-09-2016 | Hitnotering: 07-05-2016 t/m 24-09-2016 | Hitnotering: 07-05-2016 t/m 24-09-2016 | Hitnotering: 07-05-2016 t/m 24-09-2016 | Hitnotering: 07-05-2016 t/m 24-09-2016 |
| Week:                                  | 1                                      | 2                                      | 3                                      | 4                                      | 5                                      | 6                                      | 7                                      | 8                                      | 9                                      | 10                                     | 11                                     |
| -------------------------------------- | -------------------------------------- | -------------------------------------- | -------------------------------------- | -------------------------------------- | -------------------------------------- | -------------------------------------- | -------------------------------------- | -------------------------------------- | -------------------------------------- | -------------------------------------- | -------------------------------------- |
| Positie:                               | 19                                     | 17                                     | 16                                     | 21                                     | 16                                     | 11                                     | 10                                     | 9                                      | 9                                      | 9                                      | 7                                      |
| Week:                                  | 12                                     | 13                                     | 14                                     | 15                                     | 16                                     | 17                                     | 18                                     | 19                                     | 20                                     | 21                                     |                                        |
| Positie:                               | 7                                      | 7                                      | 8                                      | 8                                      | 8                                      | 10                                     | 13                                     | 20                                     | 25                                     | 29                                     | uit                                    |

### NederlandseSingle Top 100
| Hitnotering: 30-04-2016 t/m 08-10-2016 | Hitnotering: 30-04-2016 t/m 08-10-2016 | Hitnotering: 30-04-2016 t/m 08-10-2016 | Hitnotering: 30-04-2016 t/m 08-10-2016 | Hitnotering: 30-04-2016 t/m 08-10-2016 | Hitnotering: 30-04-2016 t/m 08-10-2016 | Hitnotering: 30-04-2016 t/m 08-10-2016 | Hitnotering: 30-04-2016 t/m 08-10-2016 | Hitnotering: 30-04-2016 t/m 08-10-2016 | Hitnotering: 30-04-2016 t/m 08-10-2016 | Hitnotering: 30-04-2016 t/m 08-10-2016 | Hitnotering: 30-04-2016 t/m 08-10-2016 | Hitnotering: 30-04-2016 t/m 08-10-2016 | Hitnotering: 30-04-2016 t/m 08-10-2016 |
| Week:                                  | 1                                      | 2                                      | 3                                      | 4                                      | 5                                      | 6                                      | 7                                      | 8                                      | 9                                      | 10                                     | 11                                     | 12                                     | 13                                     |
| -------------------------------------- | -------------------------------------- | -------------------------------------- | -------------------------------------- | -------------------------------------- | -------------------------------------- | -------------------------------------- | -------------------------------------- | -------------------------------------- | -------------------------------------- | -------------------------------------- | -------------------------------------- | -------------------------------------- | -------------------------------------- |
| Positie:                               | 51                                     | 42                                     | 19                                     | 20                                     | 22                                     | 19                                     | 17                                     | 15                                     | 15                                     | 15                                     | 15                                     | 14                                     | 15                                     |
| Week:                                  | 14                                     | 15                                     | 16                                     | 17                                     | 18                                     | 19                                     | 20                                     | 21                                     | 22                                     | 23                                     | 24                                     |                                        |                                        |
| Positie:                               | 19                                     | 19                                     | 24                                     | 27                                     | 24                                     | 33                                     | 38                                     | 44                                     | 59                                     | 68                                     | 80                                     | uit                                    |                                        |

### NederlandseMega Top 50
| Hitnotering: 30-04-2016 t/m 01-10-2016 | Hitnotering: 30-04-2016 t/m 01-10-2016 | Hitnotering: 30-04-2016 t/m 01-10-2016 | Hitnotering: 30-04-2016 t/m 01-10-2016 | Hitnotering: 30-04-2016 t/m 01-10-2016 | Hitnotering: 30-04-2016 t/m 01-10-2016 | Hitnotering: 30-04-2016 t/m 01-10-2016 | Hitnotering: 30-04-2016 t/m 01-10-2016 | Hitnotering: 30-04-2016 t/m 01-10-2016 | Hitnotering: 30-04-2016 t/m 01-10-2016 | Hitnotering: 30-04-2016 t/m 01-10-2016 | Hitnotering: 30-04-2016 t/m 01-10-2016 | Hitnotering: 30-04-2016 t/m 01-10-2016 |
| Week:                                  | 1                                      | 2                                      | 3                                      | 4                                      | 5                                      | 6                                      | 7                                      | 8                                      | 9                                      | 10                                     | 11                                     | 12                                     |
| -------------------------------------- | -------------------------------------- | -------------------------------------- | -------------------------------------- | -------------------------------------- | -------------------------------------- | -------------------------------------- | -------------------------------------- | -------------------------------------- | -------------------------------------- | -------------------------------------- | -------------------------------------- | -------------------------------------- |
| Positie:                               | 25                                     | 30                                     | 18                                     | 19                                     | 21                                     | 13                                     | 13                                     | 9                                      | 7                                      | 9                                      | 9                                      | 9                                      |
| Week:                                  | 13                                     | 14                                     | 15                                     | 16                                     | 17                                     | 18                                     | 19                                     | 20                                     | 21                                     | 22                                     | 23                                     |                                        |
| Positie:                               | 13                                     | 8                                      | 9                                      | 11                                     | 11                                     | 12                                     | 17                                     | 28                                     | 34                                     | 50                                     | 50                                     | uit                                    |